# 聖セバスティアヌス (ペルジーノ、ルーヴル美術館)
『聖セバスティアヌス』（せいセバスティアヌス、伊: San Sebastiano、英: St Sebastian）は、イタリアのルネサンス期の画家ペルジーノによって1495年頃に制作された聖セバスティアヌスの絵画で、現在はルーヴル美術館に所蔵されている。2012年から2017年の間、ルーブル美術館ランス別館に一時的に展示されていた。本作は、おそらく、17世紀にローマのバルベリーニ家が所蔵していたコレクションの目録に記載されていた作品であるが、コレクションは後に分散した。 19世紀にいくつかの作品が海外に持ち出され、『聖セバスティアヌス』は1896年にルーヴル美術館が購入した。
ルネサンス期には、聖セバスティアヌスを主題として扱った絵画が流行した。それは、矢を射られて身体に傷を負ったこの聖人が当時のヨーロッパを席捲していたペストの罹患者と結び付けられ、ペストと戦う聖人と見なされたからであった。
絵画は、コントラポストのポーズを取っている聖人を表しているが、そのポーズは古代ギリシャの彫刻家、ポリュクレイトスの『ドリフォロス』に由来している。現在、サン・パウロ美術館にあるペルジーノによる真筆の複製、『聖セバスティアヌ』にも同じポーズが繰り返されている。左右対称的な構図は、ペルジーノの初期の作品から取られている。その構図が最初に使用されたのは、ペルージャの近くのチェルクェートで描かれたフレスコ画、『聖ロックと聖ペテロの間の聖セバスティアヌス』においてである。聖人は、グロテスクな装飾が施された柱と欄干のある記念碑的なアーチの下のテラスに立っている。敷石台には、ラテン語の碑文「SAGITTAE. TUAE. INFIXAE. SUNT. MICHI」があり、詩篇 38:2 「汝の弓は我に突き刺さっている」から引用されている。奥行きのある風景の背景は、木々に覆われた丘や山など、ペルジーノの典型的描写である。左側には、異教世界の崩壊を象徴する、朽ちた穹窿天井と柱がある。